# 宇田康利
宇田 康利（うだ やすとし、1986年3月8日 - ）は、茨城県土浦市出身の元バスケットボール選手である。190cm、70kg。東芝ブレイブサンダース神奈川に所属した。

## 来歴
取手松陽高校から拓殖大学に進学。在学中第2回スタンコビッチカップ代表候補に選ばれるが、大会が中止になった。
卒業後、東芝に入社。
2013年日本代表選手に選出　ジョーンズカップ出場。
2015年オフ引退。
引退後、岡山商科大学バスケットボール部監督に就任。

## 経歴
- 取手松陽高 - 拓殖大学 - 東芝（2008年〜2015年）